# Danielum
Danielum is een geslacht van kreeftachtigen uit de klasse van de Malacostraca (hogere kreeftachtigen).

## Soort
- Danielum ixbauchac Vázquez-Bader & Gracia, 1995